# Потрапити в сад
«Потрапити в сад» — оповідання сучасної української письменниці Галини Пагутяк, написане в 1989 році. Є частиною циклу «Трагічні оповідання».

## Сюжет
Оповідь починається із саду, що росте на вокзалі, але туди не можливо потрапити через високий мур. Поступово ми знайомимося з Грицьком, який все-таки мріє подолати високий паркан. Він не має ні хати, ні жінки, ні достатку, натомість його годує гра на гармошці у вагонах електрички. Чоловік мав хворобу ще з війни й рано залишився сиротою. Батько повернувся з війни без ноги, а мати померла від ганебного життя. Грицьку не подобалося, коли його називали жебраком, проте про біду він нікому не розповідав, окрім міліції. Він часто підгодовував вуличних котів чи собак, із радістю допомагав знайомим. Наприклад, дав Стьопі жменю дрібних, щоб той зміг піти до чайної. Потім навідується до свого друга — Микольцьо, який тяжко захворів. Старий чоловік хоче залишити другові свою хату після смерті, але Грицько не надає цьому великого значення, обіцяє лише подбати про собаку. Твір має відкритий фінал: почався вітер з дощем і Грицько думав про сад на вокзалі…

## Провідна ідея твору
Часом ми забуваємо звертати увагу на внутрішній світ людини. Часто за маскою жебрака може ховатися доброта, щирість та милосердність. Головне — залишатися людиною, незважаючи на будь-які обставини.

## Персонажі
- Грицько — головний герой, який рано залишився без батьків і зараз заробляє на життя грою на гармошці. Хворий на «чорну хворобу» (епілепсію).
- Батько та матір Грицька
- Нуська — сестра Грицька, у домівці якої він проживав взимку.
- Стьопа — знайомий, якого Грицько зустрічає по дорозі.
- Микольцьо — старий чоловік, ремонтує черевики.
- Боско — собака Микольцьо, яку він хотів залишити Грицькові після своєї смерті.

## Митці, згадані у творі
Григорій Сковорода
Грицько порівнює себе з мандрівним філософом: «Григорій Сковорода теж поблукав по світі, а чим моя гармошка за його філософію гірша? Тішуся з того, що були на землі такі люди, як Григорій Савич. Не кожному тісно межи стінами, ой не кожному…»
Тарас Шевченко
Коли настала ніч і здійнявся вітер, Микольцьо попросив Грицька прочитати йому «Кобзаря».

## Цікаві факти
- Учні вивчають оповідання «Потрапити в сад» наприкінці 11 класу. Саме цим твором завершується загальне вивчення курсу.